# Makrania belutschistanella
Makrania belutschistanella är en fjärilsart som beskrevs av Hans Georg Amsel 1959. Makrania belutschistanella ingår i släktet Makrania och familjen mott. Inga underarter finns listade i Catalogue of Life.